# Ophiomyia cichorii
Ophiomyia cichorii är en tvåvingeart som beskrevs av Erich Martin Hering 1949. Ophiomyia cichorii ingår i släktet Ophiomyia och familjen minerarflugor.
Artens utbredningsområde är Frankrike. Inga underarter finns listade i Catalogue of Life.